# Dialium lopense
Espèce
Statut de conservation UICN

 NT  : Quasi menacé
Dialium lopense est une espèce de plantes à fleurs de la famille des Fabaceae.

## Publication originale
- Bulletin du Jardin Botanique National de Belgique 63(3–4): 201. 1994.